# Heinz Kessler
Heinz Kessler o Heinz Keßler (Lauban, -actual Lubań, Polònia- 26 de gener de 1920 – Berlín, 2 de maig de 2017) fou un militar i un polític comunista alemany de la República Democràtica d'Alemanya.
A Alemanya Oriental, obtingué el rang d'armeegeneral a l'Exèrcit Popular Nacional (Nationale Volksarmee, NVA) i va ser ministre de Defensa de la RDA, membre del politburó del comitè central del Partit Socialista Unificat d'Alemanya (PSUA), i diputat de la Cambra del Poble de la RDA (Volkskammer). Jutjat pel seu paper en la mort de desafectes polítics al mur de Berlín, fou condemnat a set anys i mig de presó després de la reunificació alemanya i complí la seva condemna a la presó de Hakenfelde. L'any 1998 sortí d'ella després de complir 2 anys de condemna.

## Trajectòria

### Origen
Kessler va néixer en una família comunista a Lauban, Baixa Silèsia, i es va criar a Chemnitz. Es va incorporar als 6 anys als Pioners Joves Rojos, l'organització juvenil del Partit Comunista d'Alemanya (KPD), i a la Lliga de Joves Espartaquistes als 10 anys. Posteriorment va ser aprenent de mecànic de motors.

### Carrera militar
Enrolat forçosament a la Wehrmacht l'any 1940, va desertar i es va lliurar a l'Exèrcit Roig soviètic tres setmanes després de la invasió alemanya de la URSS i va lluitar per la Unió Soviètica fins al final de la guerra. Després de la seva deserció, un tribunal militar el va condemnar a mort in absentia. En tornar a Alemanya l'any 1945, es va incorporar al KPD a la zona d'ocupació soviètica, que l'any 1946 es va fusionar amb el Partit Socialdemòcrata d'Alemanya (SPD) a la zona soviètica per a formar el Partit Socialista Unificat d'Alemanya (SED). Precisament, l'any 1946, va esdevenir membre del comitè central del SED.
L'any 1956 va ser nomenat cap de les Forces Aèries i Defenses Aèries de l'Exèrcit Popular Nacional (Luftstreitkräfte / Luftverteidigung) i l'any 1957 viceministre de Defensa. L'any 1967 va ser Cap de l'Estat Major de l'NVA, amb el rang de coronel general (Generaloberst). Simultàniament, també es va convertir en membre del Consell Militar de l'Alt Comandament Unit del Pacte de Varsòvia. El 3 de desembre de 1985 va ser promogut de cap de l'Administració Política Principal (Chef der Politischen Hauptverwaltung) de l'NVA a ministre de Defensa, amb el rang d'armeegeneral, després que el seu predecessor, l'armeegeneral Heinz Hoffmann morís d'un infart miocardíac.

### Condemna i empresonament
L'any 1991, després de la unificació alemanya, va ser arrestat després que la policia rebés l'avís que Kessler intentaria fugir del país disfressat d'oficial soviètic. La policia alemanya va bloquejar l'aeròdrom de Sperenberg per a evitar la seva fugida, però finalment el van arrestar a Berlín després de canviar el pany de casa seva i informar-li que podia recuperar les claus en una comissaria de la policia local.
Va ser jutjat per un tribunal alemany per incitació a cometre el delicte d'homicidi intencionat, en relació al seu paper en la mort de persones que van intentar fugir de la RDA entre 1971 i 1989. El 16 de setembre de 1993 va ser declarat culpable de massacre i condemnat a set anys i mig de presó. Kessler va presentar un recurs davant del Tribunal Europeu de Drets Humans, al·legant que les seves actuacions eren conformes a Dret, d'acord amb la legislació de l'RDA, i pretenia preservar l'existència de l'Estat. Tanmateix, la seva apel·lació va ser denegada, en gran manera, a causa que les polítiques de la RDA van violar els drets humans internacionals. Kessler va complir la condemna a la presó de Hakenfelde des del novembre de 1996 a l'octubre de 1998 i, per tant, va ser alliberat abans del previst.
En l'àmbit polític, l'any 1990 va ser expulsat del Partit Socialista Unificat d'Alemanya (SED) i l'any 2009 es va incorporar al Partit Comunista Alemany (DKP), sent-ne un candidat infructuós a les eleccions estatals de Berlín de 2011. Kessler va morir el 2 de maig de 2017 a l'edat de 97 anys. Va estar casat amb Ruth Kessler (nascuda el 20/3/1922 i morta el 10/10/2013) i va tenir un fill anomenat Frank.